# 알브레히트 2세 알키비아데스
알브레히트 2세 알키비아데스(Albrecht II Alcibiades, 1522년 3월 28일 - 1557년 1월 8일)는 호엔촐레른 가문 출신 독일 신성 로마 제국의 군인이자 브란덴부르크쿨름바흐의 후작이었다. 별칭은 벨라토르(Bellator)이다.

## 생애
5세에 아버지 카지미르 폰 브란덴부르크쿨름바흐가 출정 중 이질로 사망하고 어머니인 바이에른의 수산나는 팔라틴 선제후 오토 하인리히와 재혼하여 떠났다. 아버지 카지미르 폰 브란덴부르크쿨름바흐의 유언에 따라 후견인으로 삼촌인 게오르크 폰 브란덴부르크안스바흐 및 당시 보헤미아의 왕인 페르디난트 1세가 지명되었다. 알브레히트는 삼촌 게오르크 폰 브란덴부르크안스바흐에 의해 양육되고, 교육은 또다른 삼촌 알브레히트 프로이센이 맡았다.
1541년까지 삼촌 게오르크가 쿨름바흐의 후작직을 대신하였고 1541년에 가서 후작직을 승계하였다. 1542년 성년이 된 뒤 그는 신성 로마 제국의 군대로 들어가 황제 카를 5세의 군인으로 생활한다. 1543년에 삼촌 게오르크가 사망하자 그는 다시 삼촌이 그랬던 것처럼 어린 사촌동생 게오르크 프리드리히 폰 브란덴부르크안스바흐의 후견인이 되었다.
그는 황제 카를 5세의 군대 지휘관으로 있었으나 1551년 작센 선제후 모리츠와 함께 프랑스의 왕 앙리 2세에게 가담하여, 독일 서부의 영토 일부인 메츠, 툴, 베르됨을 앙리 2세에게 할양하였다. 1551년 10월 프랑스의 앙리 2세와 쿨름바흐 후작 알브레히트 2세 알키비아데스와 작센 선제후 모리츠 사이에 비밀협정이 체결되고 영토 서부는 모리츠에 의해 1552년 1월 프랑스로 할양되었다. 프랑스 앙리 2세와의 전쟁에서 거듭 패배한 황제 카를 5세는 동생 페르디난트 1세가 체결한 파사우 조약을 인정하고, 동생에게 독일의 통치권을 넘기고 물러났다. 후에 카를 5세는 알브레히트의 권리를 인정하고 그가 점령한 지역을 영토로 승인한다. 그러자 알브레히트는 다시 황제 카를 5세에게 가담한다.
작센 선제후 모리츠는 페르디난트 1세와 손잡고 알브레히트에게 저항하였다. 1553년 알브레히트는 작센 선제후 모리츠의 군대를 격퇴하고 그를 전사시켰다. 그러나 이듬해의 제국회의에서 그는 파문되었고, 프랑스로 망명하여 재기를 노렸다가 실패하고 사망하였다. 한편 독일 내에 있던 그의 영지는 아들 프리드리히에게 넘어가지 않고 사촌동생 게오르크 프리드리히에게로 넘어갔다. 아들 프리드리히가 자손을 남기지 못했으므로 그의 가계는 단절되고 만다. 시신은 다시 독일로 운구되어, 일가의 묘지가 있는 뉘른베르크 하일스브룬 수도원의 벽에 매장되었다.